# 東弗德莊園 (亞利桑那州)
東弗德莊園（英語：East Verde Estates）是位於美國亞利桑那州希拉縣的人口普查指定地區。而根據2010年美國人口普查，該地人口共為170人，而該地的面積約為6.45平方千米。

## 地理
東弗德莊園的座標為34°17′54″N 111°21′52″W / 34.29833°N 111.36444°W，而該地最高點為海拔高度1406米（即4613英尺）。